# Fosforribosilaminoimidazolcarboxamida formiltransferase
Em enzimologia, uma fosforribosilaminoimidazolcarboxamida formiltransferase (EC 2.1.2.3), também conhecida pelo nome mais curto AICAR transformilase, é uma enzima que catalisa a reação química:
10-formiltetraidrofolato + AICAR {\displaystyle \rightleftharpoons } tetraidrofolato + FAICAR
Assim, os dois substratos desta enzima são 10-formiltetraidrofolato e AICAR, enquanto seus dois produtos são tetraidrofolato e |FAICAR.
Essa enzima participa do metabolismo das purinas e de uma variedade em grupos de um carbono relacionado ao folato.

## Nomenclatura
Esta enzima pertence à família das transferases que transferem grupos de um carbono, especificamente hidroximetil-, formil- e transferases relacionadas. O nome sistemático desta classe de enzimas é 10-formiltetraidrofolato:5-fosforribosil-5-amino-4-imidazol-carboxamida N-formiltransferase.
Outros nomes de uso comum incluem:
- 10-formiltetraidrofolato:5-fosforribosil-5-amino-4-imidazolecarboxamida formiltransferase
- 5-amino-1-ribosil-4-imidazolecarboxamida 5-fosfato,
- 5-amino-4-imidazolecarboxamida ribonucleotídeo transformilase,
- 5-amino-4-imidazolecarboxamida ribótido transformilase,
- 5-fosforribosil-5-amino-4-imidazolcarboxamida formiltransferase,
- AICAR formiltransferase,
- AICAR transformilase,
- aminoimidazolecarboxamida ribonucleotídeo transformilase
- proteína de biossíntese de purina bifuncional PurH[4][5]

## Estudos estruturais
No final de 2007, 11 estruturas foram resolvidos para esta classe de enzimas, com códigos de acesso PDB 1G8M, 1M9N, 1OZ0, 1P4R, 1PKX, 1PL0, 1THZ, 2B1G, 2B1I, 2IU0 e 2IU3.